# Nicolaas Bloembergen

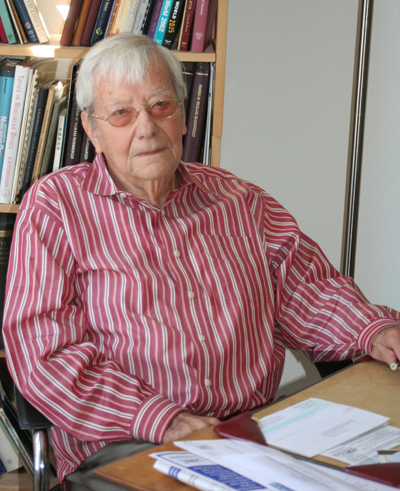
Nicolaas Bloembergen (2006)

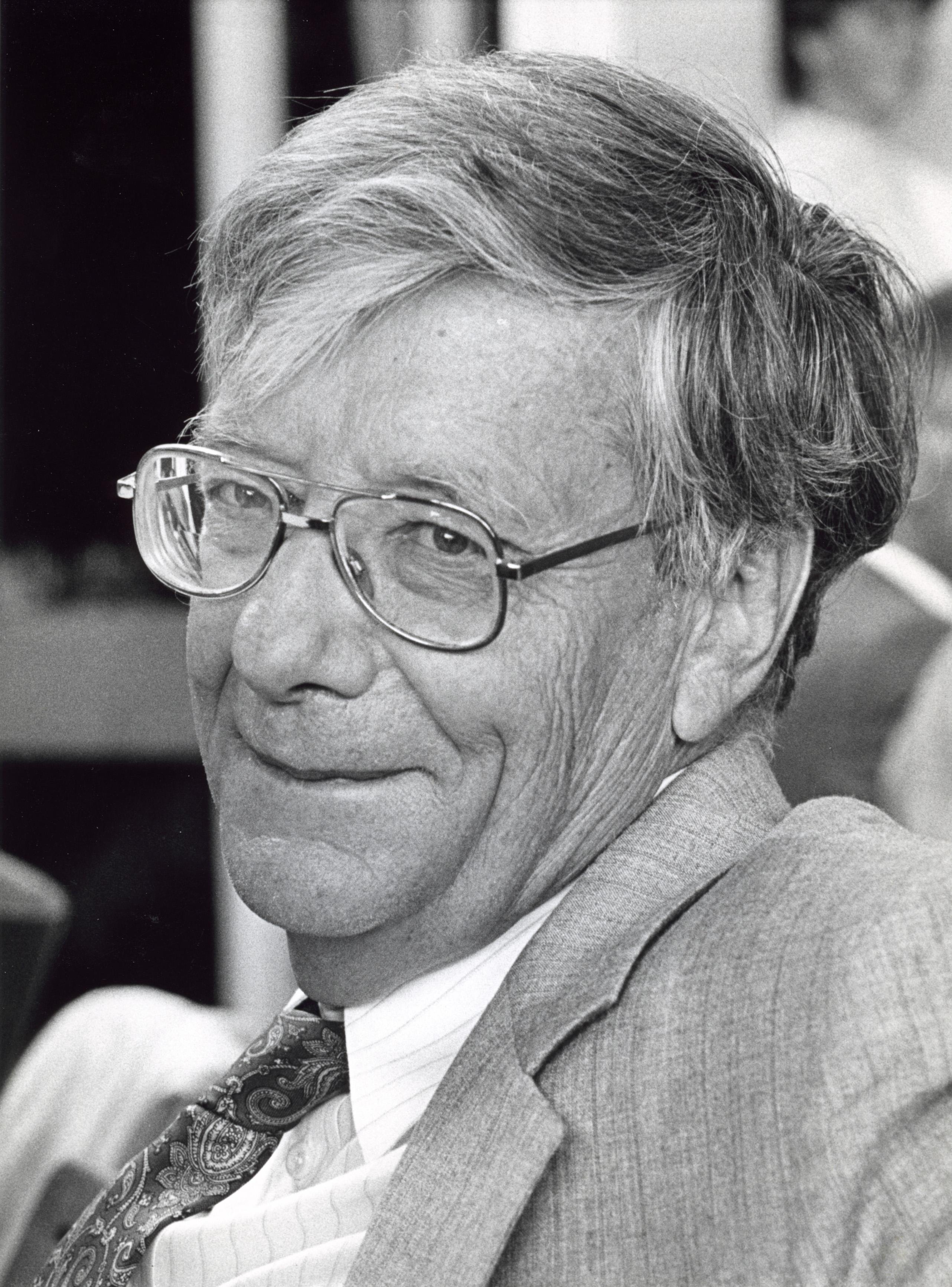
Nicolaas Bloembergen (1981)

Nicolaas Bloembergen (* 11. März 1920 in Dordrecht, Niederlande; † 5. September 2017 in Tucson, Arizona) war ein niederländisch-US-amerikanischer Physiker und Physik-Nobelpreisträger.

## Werdegang
Nicolaas Bloembergen studierte zunächst an der Universität Utrecht, musste sein Studium aber nach der Besetzung der Niederlande im Zweiten Weltkrieg abbrechen, da die Universität von den Besatzern geschlossen wurde. 1946 siedelte er in die USA zu Edward Purcell an die Harvard University über, wo er seine Doktorarbeit über die physikalischen Grundlagen der Kernspinresonanz (NMR) verfasste. Danach lehrte er bis 1990 an der Harvard University, zuerst als Assistent (von 1949 bis 1951 als Junior Fellow), ab 1951 als Associate Professor und ab 1957 als Professor. Seine Promotion erhielt er 1948 während einer vorübergehenden Rückkehr an die Universität Leiden. Ab 1990 war er in Harvard Professor Emeritus und ab 2001 Professor an der University of Arizona. 1957 war er als Guggenheim Fellow Gastprofessor an der École normale supérieure, 1965 an der University of California, Berkeley, 1973 als Lorentz Professor in Leiden, 1980 am Collège de France, 1979 Raman Professor am Indian Institute of Science (Bangalore), 1984 am California Institute of Technology und 1980 und 1987 als Senior Von Humboldt Scientist am Max-Planck-Institut für Quantenoptik in Garching.
Er war ein Pionier auf den Gebieten der Kernspinresonanz, der Nichtlinearen Optik und der Laser-Technologien.

## Ehrungen
Bloembergen erhielt 1981 zusammen mit Arthur Leonard Schawlow den Nobelpreis für Physik „für ihren Beitrag zur Entwicklung der Laserspektroskopie“. 1983 erhielt er die IEEE Medal of Honor.
1991 war er Präsident der American Physical Society. 1956 wurde er in die American Academy of Arts and Sciences gewählt, seit 1960 war er Mitglied der National Academy of Sciences. 1958 erhielt er den Oliver E. Buckley Condensed Matter Prize und 1974 die National Medal of Science. Seit 1982 war er Mitglied der American Philosophical Society und seit 1983 der Deutschen Akademie der Naturforscher Leopoldina.
2001 wurde der Asteroid (10447) Bloembergen nach ihm benannt. Nicolaas Bloembergen war seit 1958 US-amerikanischer Staatsbürger und starb im September 2017 mit 97 Jahren an seinem Wohnort Tucson in Arizona.

## Schriften
- Nonlinear Optics (Lecturenote and Reprint Volume), Benjamin 1965, 1977
- Topics in nonlinear optics – Selected papers of N. Bloembergen. Bangalore, Indian Academy of Sciences 1982
- Nonlinear Optics. 4. Auflage, World Scientific 1996
- Encounters in nonlinear optics. Selected Papers of N. Bloembergen with commentary. World Scientific 1996
- Nuclear magnetic relaxation. Den Haag 1948